# Secrétaire du Cabinet chargé de l'Environnement, du Changement climatique et de la Réforme agraire (Écosse)
Cet article contient une liste des secrétaire de l'Environnement d'Écosse.

## Liste des ministres
| Nom                                                                                                | Nom                                                | Début du mandat                                    | Fin du mandat                                      | Gouvernement                                       |
| Vice-ministre de la Pêche et de la Réforme agraire                                                 | Vice-ministre de la Pêche et de la Réforme agraire | Vice-ministre de la Pêche et de la Réforme agraire | Vice-ministre de la Pêche et de la Réforme agraire | Vice-ministre de la Pêche et de la Réforme agraire |
| -------------------------------------------------------------------------------------------------- | -------------------------------------------------- | -------------------------------------------------- | -------------------------------------------------- | -------------------------------------------------- |
| | John Home Robertson                                | 19 mai 1999                                        | 2 novembre 2000                                    | Dewar                                              |
| Vice-ministre du Développement rural                                                               |                                                    |                                                    |                                                    |                                                    |
| | Rhona Brankin                                      | 2 novembre 2000                                    | 29 novembre 2001                                   | McLeish                                            |
| Vice-ministre de l'Environnement et du Développement rural                                         |                                                    |                                                    |                                                    |                                                    |
| | Allan Wilson                                       | 29 novembre 2001                                   | 1er octobre 2004                                   | McConnell I et II                                  |
| | Lewis MacDonald                                    | 1er octobre 2004                                   | 27 juin 2005                                       | McConnell II                                       |
| | Rhona Brankin                                      | 27 juin 2005                                       | 14 novembre 2006                                   | McConnell II                                       |
| | Sarah Boyack                                       | 14 novembre 2006                                   | 17 mai 2007                                        | McConnell II                                       |
| Ministre de l'Environnement                                                                        |                                                    |                                                    |                                                    |                                                    |
| | Michael Russell                                    | 17 mai 2007                                        | 12 février 2009                                    | Salmond I                                          |
| | Roseanna Cunningham                                | 12 février 2009                                    | 11 décembre 2010                                   | Salmond I                                          |
| Ministre de l'Environnement et du Changement climatique                                            |                                                    |                                                    |                                                    |                                                    |
| | Roseanna Cunningham                                | 11 décembre 2010                                   | 24 mai 2011                                        | Salmond I                                          |
| | Stewart Stevenson                                  | 25 mai 2011                                        | 6 septembre 2012                                   | Salmond II                                         |
| | Paul Wheelhouse                                    | 6 septembre 2012                                   | 21 novembre 2014                                   | Salmond II                                         |
| Ministre de l'Environnement, du Changement climatique et de la Réforme agraire                     |                                                    |                                                    |                                                    |                                                    |
| | Aileen McLeod                                      | 21 novembre 2014                                   | 18 mai 2016                                        | Sturgeon I                                         |
| Secrétaire du Cabinet chargé de l'Environnement, du Changement climatique et de la Réforme agraire |                                                    |                                                    |                                                    |                                                    |
| | Roseanna Cunningham                                | 18 mai 2016                                        | 20 mai 2021                                        | Sturgeon II                                        |